# Amelora camptodes
Amelora camptodes är en fjärilsart som beskrevs av Turner 1919. Amelora camptodes ingår i släktet Amelora och familjen mätare. Inga underarter finns listade i Catalogue of Life.